# John Thomas (évêque)
Pour les articles homonymes, voir John Thomas et Thomas.
John Thomas, né le 14 octobre 1712 à Carlisle (Cumbria) au Royaume-Uni et décédé le 23 août 1793 est un ecclésiastique anglais, évêque de Rochester en 1774.

## Biographie
Né à Carlisle, il est le fils aîné de John Thomas (décédé 1747), vicaire de Brampton au Cumberland, et de sa femme Ann, fille de Richard Kelsick de Whitehaven, un capitaine dans le service marchand. Il fait ses études à l'école de grammaire de Carlisle, et est allé à The Queen's College à Oxford, s'inscrivant le 17 décembre 1730. Peu après son admission, il est reçu externe de Joseph Smith Provost (1670-1756).
Il devient assistant maitre à une académie de Soho Square, et tuteur du plus jeune fils de Sir William Clayton, dont il épouse la sœur plus tard. Le 27 mars 1737, Thomas est ordonné diacre, et le 25 septembre prêtre. Le 27 janvier 1738, il est institué recteur de Bletchingley dans le Surrey, un bénéfice sous le contrôle de Sir William Clayton. Il est diplômé B.C.L. le 6 mars 1742, et D.C.L. le 25 mai 1742, et le 18 janvier 1749, il est nommé aumônier ordinaire à SM Le Roi George II, un poste qu'il conserve sous George III.
Le 23 avril 1754, il est nommé chanoine de Westminster, et en 1762 il est nommé sous-aumônier à l'archevêque de York. Le 7 janvier 1766, il est nommé pour la cure de Londres, et en 1768 il devient doyen de Westminster.
Le 13 novembre 1774, il est consacré évêque de Rochester. Il marque son épiscopat en réparant le doyenné à Rochester et avec la reconstruction du palais de l'évêque à Bromley, qui est dans un état de ruine. Il est mort à Bromley le 22 août 1793, et est enterré sous la voûte de l'église paroissiale de Bletchingley.

## Ses travaux
«Sermons et charges» de Thomas ont été recueillis et édités après sa mort par son neveu, George Andrew Thomas, en 1796 (Londres, 1803). Plusieurs de ses sermons ont été publiés séparément dans sa vie. Son portrait dans les robes, peint par Joshua Reynolds, était autrefois dans la bibliothèque du Collège Queen. Il y a aussi une gravure de lui par Joseph Baker.

## Sa famille
Il s'est marié deux fois, d'abord en 1742, à Anne, la sœur de Sir William Clayton, et veuve de Sir Charles Blackwell. Elle est la fille de Sir William Clayton et Martha Kenrick, décédée le 12 janvier 1776. Il se remarie avec Elizabeth, fille de Charles Baldwin de Munslow dans Shropshire, et veuve de Sir Joseph Yates, juge de la cour du banc du roi. Il ne laisse aucun enfant. Entre autres legs, il fonde deux bourses d'études au Collège de la Reine pour les fils de pasteurs qui sont formés à l'école de grammaire à Carlisle, et au cours de sa vie, il donne deux bourses d'études semblables à école de Westminster.